# 1. Bundesliga 1991-92
La 1. Bundesliga 1991-92 fue la 29.ª edición de la Fußball-Bundesliga, la mayor competición futbolística de Alemania, y la primera edición tras la reunificación alemana, siendo además el primer certamen que incorporó a los equipos de la antigua República Democrática Alemana. Se disputó entre el 2 de agosto de 1991 y el 16 de mayo de 1992.
Stuttgart se consagró campeón con una victoria en la última jornada como visitante ante Bayer Leverkusen por 2-1, logrando superar por diferencia de goles a Borussia Dortmund, que también se había llevado un triunfo fuera de casa por 1-0 frente a Duisburgo. Por su parte, Eintracht Fráncfort, líder del certamen antes del inicio de la última fecha, cayó ante Hansa Rostock, perdiendo la posibilidad de coronarse por primera vez en 33 años, ya que una victoria lo depositaba en la primera posición a causa de la diferencia de goles. Stuttgart alcanzó de esta forma su segunda Bundesliga y su cuarto título local.

## Equipos
| Pos | Descendidos de 1. Bundesliga |
| --- | ---------------------------- |
| 16º | St. Pauli                    |
| 17º | Bayer 05 Uerdingen           |
| 18º | Hertha Berlín                |

| Pos | Ascendidos de 2. Bundesliga |
| --- | --------------------------- |
| 1º  | Schalke 04                  |
| 2º  | Duisburgo                   |
| 3º  | Stuttgarter Kickers         |

| Pos | Ascendidos de NOFV-Oberliga |
| --- | --------------------------- |
| 1º  | Hansa Rostock               |
| 2º  | Dinamo Dresde               |

| Equipo                   | Ciudad          | Estadio                  | Aforo  |
| ------------------------ | --------------- | ------------------------ | ------ |
| Bayer Leverkusen         | Leverkusen      | Estadio Ulrich Haberland | 27 800 |
| Bayern de Múnich         | Múnich          | Estadio Olímpico         | 70 000 |
| Bochum                   | Bochum          | Ruhrstadion              | 40 000 |
| Borussia Dortmund        | Dortmund        | Westfalenstadion         | 52 616 |
| Borussia Mönchengladbach | Mönchengladbach | Bökelbergstadion         | 34 500 |
| Colonia                  | Colonia         | Estadio Müngersdorfer    | 55 000 |
| Dinamo Dresde            | Dresde          | Estadio Rudolf Harbig    | 30 000 |
| Duisburgo                | Duisburgo       | Wedaustadion             | 31 500 |
| Eintracht Fráncfort      | Fráncfort       | Waldstadion              | 62 000 |
| Fortuna Düsseldorf       | Düsseldorf      | Rheinstadion             | 59 600 |
| Hamburgo                 | Hamburgo        | Volksparkstadion         | 62 000 |
| Hansa Rostock            | Rostock         | Ostseestadion            | 25 000 |
| Kaiserslautern           | Kaiserslautern  | Estadio Fritz Walter     | 38 500 |
| Karlsruher               | Karlsruhe       | Wildparkstadion          | 50 000 |
| Núremberg                | Núremberg       | Frankenstadion           | 55 000 |
| Schalke 04               | Gelsenkirchen   | Parkstadion              | 70 000 |
| Stuttgart                | Stuttgart       | Neckarstadion            | 68 000 |
| Stuttgarter Kickers      | Stuttgart       | Neckarstadion            | 68 000 |
| Wattenscheid             | Bochum          | Lohrheidestadion         | 15 000 |
| Werder Bremen            | Bremen          | Weserstadion             | 32 000 |

### Equipos porEstados federados
| Región                            | N.º | Equipos |
| --------------------------------- | --- | --- |
| Renania del Norte-Westfalia       | 9   | Bayer Leverkusen, Bochum, Borussia Dortmund, Borussia Mönchengladbach, Colonia, Duisburgo, Fortuna Düsseldorf, Schalke 04 y Wattenscheid |
| Baden-Wurtemberg                  | 3   | Karlsruher, Stuttgart y Stuttgarter Kickers                                                                                              |
| Baviera                           | 2   | Bayern de Múnich y Núremberg |
| Bremen                            | 1   | Werder Bremen |
| Hamburgo                          | 1   | Hamburgo |
| Hesse                             | 1   | Eintracht Fráncfort |
| Mecklemburgo-Pomerania Occidental | 1   | Hansa Rostock |
| Renania-Palatinado                | 1   | Kaiserslautern |
| Sajonia                           | 1   | Dinamo Dresde |

## Sistema de competición
Los veinte equipos se enfrentaron entre sí bajo el sistema de todos contra todos a doble rueda, completando un total de 38 fechas. Las clasificación se estableció a partir de los puntos obtenidos en cada encuentro, otorgando dos por partido ganado, uno por empatado y ninguno en caso de derrota. En caso de igualdad de puntos entre dos o más equipos, se aplicaron, en el mencionado orden, los siguientes criterios de desempate:
1. Mejor diferencia de goles en todo el campeonato;
2. Mayor cantidad de goles a favor en todo el campeonato;
3. Mayor cantidad de puntos en los partidos entre los equipos implicados;
4. Mejor diferencia de goles en los partidos entre los equipos implicados;
5. Mayor cantidad de goles a favor en los partidos entre los equipos implicados.

Al finalizar el campeonato, el equipo ubicado en el primer lugar de la clasificación se consagró campeón y clasificó a los dieciseisavos de final de la Liga de Campeones de la UEFA 1992-93. Asimismo, los equipos que finalizaron el certamen en segundo, tercer, cuarto y quinto lugar clasificaron a los treintaidosavos de final de la Copa de la UEFA 1992-93, siempre y cuando ninguno de ellos hubiera obtenido un cupo a la Recopa de Europa 1992-93 como campeón de la Copa de Alemania 1991-92, en cuyo caso le trasladaría su plaza al equipo ubicado en la posición inmediatamente inferior.
Por otro lado, los equipos que ocuparon los últimos cuatro puestos de la clasificación —decimoséptima, decimoctava, decimonovena y vigésima— descendieron de manera directa a la 2. Bundesliga.

## Clasificación
| Pos. | Equipo                   | Pts. | PJ | G  | E  | P  | GF | GC | Dif. | Clasificación 1992-93                          |
| ---- | ------------------------ | ---- | -- | -- | -- | -- | -- | -- | ---- | ---------------------------------------------- |
| 1    | Stuttgart (C)            | 52   | 38 | 21 | 10 | 7  | 62 | 32 | +30  | Dieciseisavos de final de la Liga de Campeones |
| 2    | Borussia Dortmund        | 52   | 38 | 20 | 12 | 6  | 66 | 47 | +19  | Treintaidosavos de final de la Copa de la UEFA |
| 3    | Eintracht Fráncfort      | 50   | 38 | 18 | 14 | 6  | 76 | 41 | +35  | Treintaidosavos de final de la Copa de la UEFA |
| 4    | Colonia                  | 44   | 38 | 13 | 18 | 7  | 58 | 41 | +17  | Treintaidosavos de final de la Copa de la UEFA |
| 5    | Kaiserslautern           | 44   | 38 | 17 | 10 | 11 | 58 | 42 | +16  | Treintaidosavos de final de la Copa de la UEFA |
| 6    | Bayer Leverkusen         | 43   | 38 | 15 | 13 | 10 | 53 | 39 | +14  |                                                |
| 7    | Núremberg                | 43   | 38 | 18 | 7  | 13 | 54 | 51 | +3   |                                                |
| 8    | Karlsruher               | 41   | 38 | 16 | 9  | 13 | 48 | 50 | −2   |                                                |
| 9    | Werder Bremen            | 38   | 38 | 11 | 16 | 11 | 44 | 45 | −1   | Dieciseisavos de final de la Recopa de Europa  |
| 10   | Bayern Múnich            | 36   | 38 | 13 | 10 | 15 | 59 | 61 | −2   |                                                |
| 11   | Schalke 04               | 34   | 38 | 11 | 12 | 15 | 45 | 45 | 0    |                                                |
| 12   | Hamburgo                 | 34   | 38 | 9  | 16 | 13 | 32 | 43 | −11  |                                                |
| 13   | Borussia Mönchengladbach | 34   | 38 | 10 | 14 | 14 | 37 | 49 | −12  |                                                |
| 14   | Dinamo Dresde            | 34   | 38 | 12 | 10 | 16 | 34 | 50 | −16  |                                                |
| 15   | Bochum                   | 33   | 38 | 10 | 13 | 15 | 38 | 55 | −17  |                                                |
| 16   | Wattenscheid             | 32   | 38 | 9  | 14 | 15 | 50 | 60 | −10  |                                                |
| 17   | Stuttgarter Kickers      | 31   | 38 | 10 | 11 | 17 | 53 | 64 | −11  | Descenso de categoría                          |
| 18   | Hansa Rostock            | 31   | 38 | 10 | 11 | 17 | 43 | 55 | −12  | Descenso de categoría                          |
| 19   | Duisburgo                | 30   | 38 | 7  | 16 | 15 | 43 | 55 | −12  | Descenso de categoría                          |
| 20   | Fortuna Düsseldorf       | 24   | 38 | 6  | 12 | 20 | 41 | 69 | −28  | Descenso de categoría                          |

Actualizado a los partidos jugados el 16 de mayo de 1992.
 Fuente: DFB
Notas:
1. ↑  Werder Bremen clasificó a la Recopa de Europa 1992-93 como campeón de la edición 1991-92.

| Bundesliga                  |
|                             |
| Campeón Stuttgart 2º título |

## Resultados
| Local \ Visitante        | BAL | BAY | BOC | BOD | BOM | COL | DDR | DUI | EFR | FOR | HAM | HAN | KAI | KAR | NUR | SCH | STU | STK | WAT | WER |
| ------------------------ | --- | --- | --- | --- | --- | --- | --- | --- | --- | --- | --- | --- | --- | --- | --- | --- | --- | --- | --- | --- |
| Bayer Leverkusen         | —   | 2–1 | 2–0 | 0–2 | 1–0 | 1–1 | 4–0 | 2–1 | 1–3 | 1–1 | 1–1 | 3–0 | 3–0 | 2–0 | 0–1 | 2–1 | 1–2 | 3–1 | 6–1 | 0–0 |
| Bayern Múnich            | 2–2 | —   | 0–2 | 0–3 | 3–0 | 0–0 | 1–2 | 4–2 | 3–3 | 3–1 | 2–0 | 1–2 | 1–0 | 1–0 | 1–3 | 3–2 | 1–0 | 1–4 | 5–2 | 3–4 |
| Bochum                   | 0–2 | 0–5 | —   | 0–0 | 3–1 | 2–2 | 1–0 | 2–1 | 0–0 | 3–0 | 2–3 | 3–2 | 0–0 | 1–3 | 0–3 | 1–0 | 0–2 | 2–2 | 1–1 | 2–2 |
| Borussia Dortmund        | 3–1 | 3–0 | 1–1 | —   | 2–2 | 3–1 | 4–0 | 2–1 | 2–2 | 3–1 | 2–2 | 4–1 | 3–1 | 1–0 | 3–2 | 2–0 | 0–0 | 3–1 | 1–1 | 2–1 |
| Borussia Mönchengladbach | 2–2 | 1–1 | 1–2 | 1–1 | —   | 2–2 | 1–0 | 0–0 | 1–1 | 3–1 | 1–0 | 1–1 | 1–0 | 1–0 | 1–0 | 1–1 | 0–1 | 2–1 | 1–0 | 0–2 |
| Colonia                  | 1–1 | 1–1 | 1–0 | 1–2 | 1–1 | —   | 1–1 | 1–1 | 1–1 | 4–1 | 0–0 | 3–1 | 1–1 | 2–3 | 4–0 | 3–0 | 1–1 | 0–0 | 1–1 | 5–0 |
| Dinamo Dresde            | 1–0 | 0–2 | 0–0 | 0–0 | 1–2 | 0–0 | —   | 0–0 | 2–1 | 2–0 | 3–0 | 2–1 | 0–1 | 2–0 | 1–2 | 2–1 | 1–0 | 2–2 | 3–0 | 2–1 |
| Duisburgo                | 1–2 | 1–1 | 1–1 | 0–1 | 1–1 | 1–3 | 3–0 | —   | 3–6 | 2–2 | 0–1 | 2–0 | 1–1 | 6–2 | 3–0 | 2–0 | 1–0 | 1–1 | 0–0 | 0–0 |
| Eintracht Frankfurt      | 0–1 | 3–2 | 2–1 | 3–0 | 0–0 | 1–2 | 3–0 | 3–0 | —   | 1–1 | 2–1 | 2–0 | 2–0 | 1–1 | 2–2 | 5–0 | 1–1 | 6–1 | 1–1 | 2–2 |
| Fortuna Düsseldorf       | 1–1 | 0–1 | 3–0 | 1–1 | 1–1 | 1–3 | 1–3 | 1–1 | 1–2 | —   | 1–0 | 0–0 | 1–0 | 2–3 | 1–2 | 1–1 | 0–3 | 1–3 | 4–3 | 0–0 |
| Hamburgo                 | 1–1 | 1–0 | 0–0 | 1–1 | 1–0 | 1–1 | 2–0 | 1–1 | 2–1 | 1–1 | —   | 1–0 | 0–1 | 0–1 | 0–2 | 2–1 | 1–1 | 0–3 | 0–1 | 0–1 |
| Hansa Rostock            | 2–2 | 2–1 | 0–2 | 5–1 | 2–1 | 1–1 | 3–0 | 0–0 | 2–1 | 3–1 | 1–2 | —   | 0–1 | 1–2 | 4–0 | 2–0 | 2–0 | 2–2 | 1–1 | 0–0 |
| Kaiserslautern           | 2–1 | 4–0 | 1–1 | 4–0 | 4–2 | 2–1 | 4–1 | 2–1 | 1–1 | 2–0 | 0–0 | 3–0 | —   | 3–0 | 3–0 | 1–1 | 0–0 | 4–3 | 3–2 | 2–2 |
| Karlsruher               | 0–0 | 3–0 | 1–1 | 2–2 | 2–0 | 0–1 | 1–0 | 2–2 | 0–2 | 1–5 | 4–1 | 2–1 | 2–1 | —   | 1–0 | 1–0 | 0–0 | 3–1 | 1–2 | 2–1 |
| Núremberg                | 1–0 | 1–1 | 1–0 | 2–1 | 2–1 | 4–0 | 1–1 | 1–1 | 1–3 | 3–1 | 1–1 | 0–0 | 3–2 | 1–2 | —   | 0–1 | 4–3 | 2–0 | 3–1 | 1–0 |
| Schalke 04               | 0–0 | 1–1 | 2–1 | 5–2 | 3–1 | 3–0 | 1–1 | 3–0 | 1–1 | 0–0 | 0–0 | 5–0 | 2–0 | 3–1 | 1–0 | —   | 0–1 | 1–2 | 1–1 | 0–0 |
| Stuttgart                | 2–0 | 3–2 | 4–1 | 4–2 | 0–1 | 1–0 | 1–1 | 2–0 | 1–2 | 3–1 | 3–2 | 3–0 | 4–1 | 1–0 | 2–0 | 1–0 | —   | 3–1 | 1–1 | 1–1 |
| Stuttgarter Kickers      | 0–1 | 2–4 | 2–0 | 0–1 | 3–0 | 0–3 | 0–0 | 0–1 | 0–2 | 0–1 | 1–1 | 1–1 | 1–1 | 1–1 | 3–1 | 1–1 | 1–3 | —   | 3–0 | 2–1 |
| Wattenscheid             | 3–0 | 0–0 | 1–2 | 0–1 | 3–2 | 1–2 | 3–0 | 2–0 | 2–4 | 4–1 | 1–1 | 0–0 | 1–0 | 1–1 | 1–1 | 1–2 | 1–3 | 4–1 | —   | 0–1 |
| Werder Bremen            | 1–1 | 1–1 | 3–0 | 0–1 | 0–0 | 1–3 | 2–0 | 5–1 | 1–0 | 2–1 | 1–1 | 1–0 | 0–2 | 0–0 | 1–3 | 2–1 | 1–1 | 1–3 | 2–2 | —   |

## Estadísticas

### Goleadores
| Jugador            | Equipo              | Goles |
| ------------------ | ------------------- | ----- |
| Fritz Walter       | Stuttgart           | 22    |
| Stéphane Chapuisat | Borussia Dortmund   | 20    |
| Roland Wohlfarth   | Bayern Múnich       | 17    |
| Anthony Yeboah     | Eintracht Fráncfort | 15    |